# Gobiodon citrinus
Pour les articles homonymes, voir Gobie jaune.
Espèce
Synonymes
- Gobiodon hypselopterus Bleeker, 1875[1]
- Gobius citrinus Rüppell, 1838[1]

Gobiodon citrinus, communément appelé le Gobie corail citron, Gobie corail jaune ou Gobie jaune, est une espèce de gobies de la famille des Gobiidae, nommé ainsi pour sa couleur jaune vif.

## Systématique
L'espèce Gobiodon citrinus a été initialement décrite en 1838 par le naturaliste et un explorateur prussien Eduard Rüppell (1794-1884) sous le protonyme de Gobius citrinus.

## Répartition et habitat
Gobiodon citrinus est une espèce marine de récifs. Elle se rencontre dans le bassin Indo-Pacifique ouest, depuis la mer Rouge jusqu'à la baie de Maputo (Mozambique) et, vers l'est, jusqu'aux îles Samoa, vers le nord, jusqu'au sud du Japon et, vers le sud, jusqu'à la Grande Barrière de corail. Elle est présente entre 2 et20 m de profondeur.

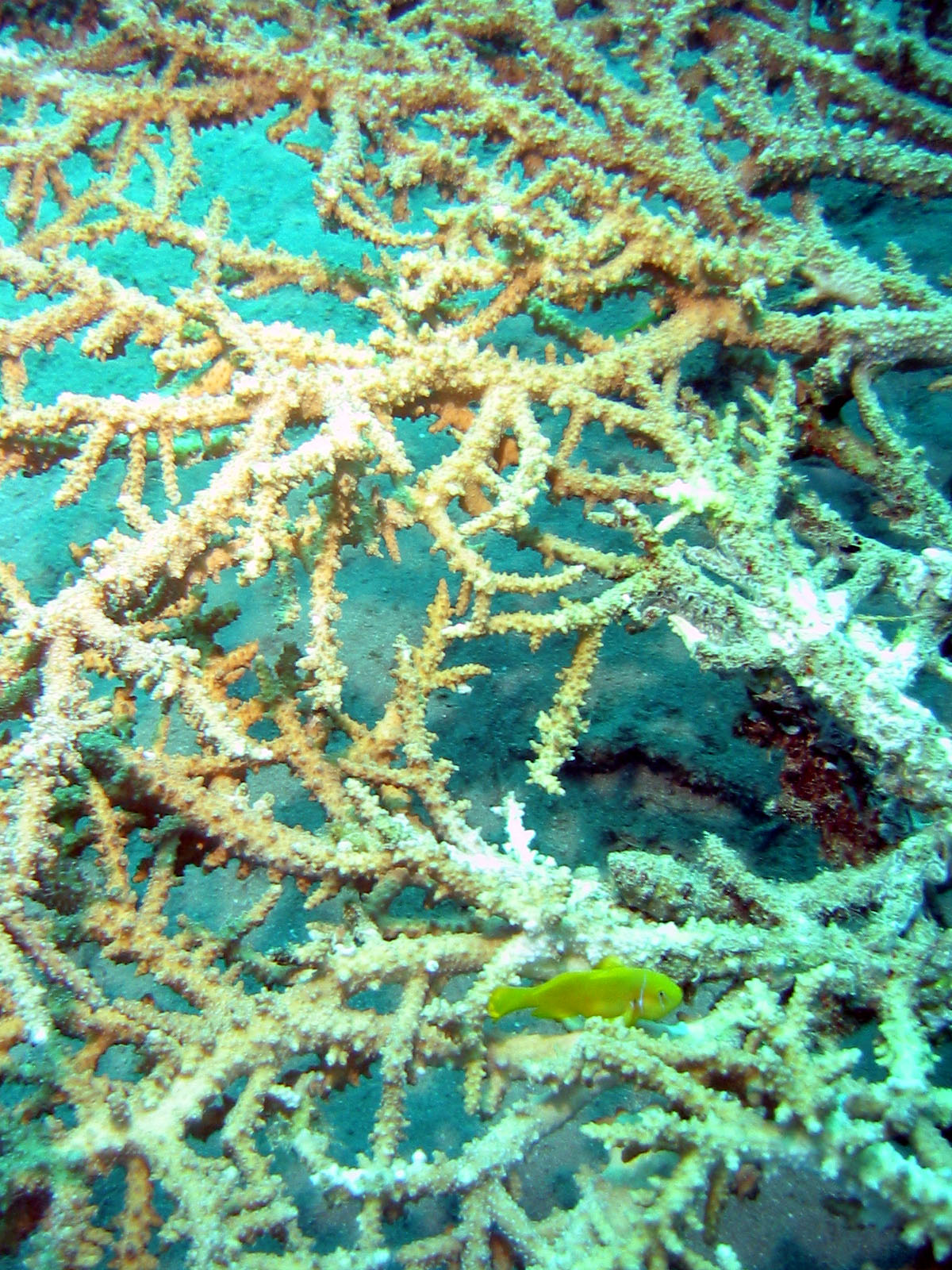
Gobiodon citrinus sur une corail corne de cerf.

Gobiodon citrinus vit essentiellement à l'abri dans les coraux durs. C'est une espèce territoriale qui ne forme pas de colonies mais peut toutefois vivre en couple.

## Description
Gobiodon citrinus mesure jusqu'à 66 mm de longueur totale. Son corps, trapu, est de couleur jaune avec de fines lignes bleues au niveau de ma tête. Comme ses congénères il produit une grosse quantité d'un mucus épais et collant qui a un fort goût amer et qui lui sert pour dissuader d'éventuels prédateurs.
Gobiodon citrinus se nourrit de petits invertébrés et de zooplancton.

## Liste des non-classés
Selon NCBI (14 janvier 2022) :
- non-classé Gobiodon citrinus 'Pacific Ocean variant'
- non-classé Gobiodon citrinus 'Red Sea variant'

## Maintenance en aquarium
Ce poisson est exclusivement réservé à un aquarium récifal. Gobiodon citrinus apprécie la nourriture congelée (artémias, vers de vase…), mais il accepte également des morceaux carnés, comme de la chaire de crevette ou de moule.
| Origine         | Océan Pacifique   | Eau           | Eau de mer                           |
| Dureté de l'eau | °GH               | pH            | 8,1-8,6                              |
| Température     | Entre 26 et 27 °C | Volume mini.  | 200 L                                |
| Alimentation    | Carnivore         | Taille adulte | De 6 à 7 cm                          |
| Reproduction    | Ovovivipare       | Zone occupée  | Fond de l'aquarium                   |
| Sociabilité     | Bonne             | Difficulté    | Moyenne, demande un peu d'expérience |